# 奧蘭克湖
52°32′56″N 13°28′57″E / 52.54889°N 13.48250°E

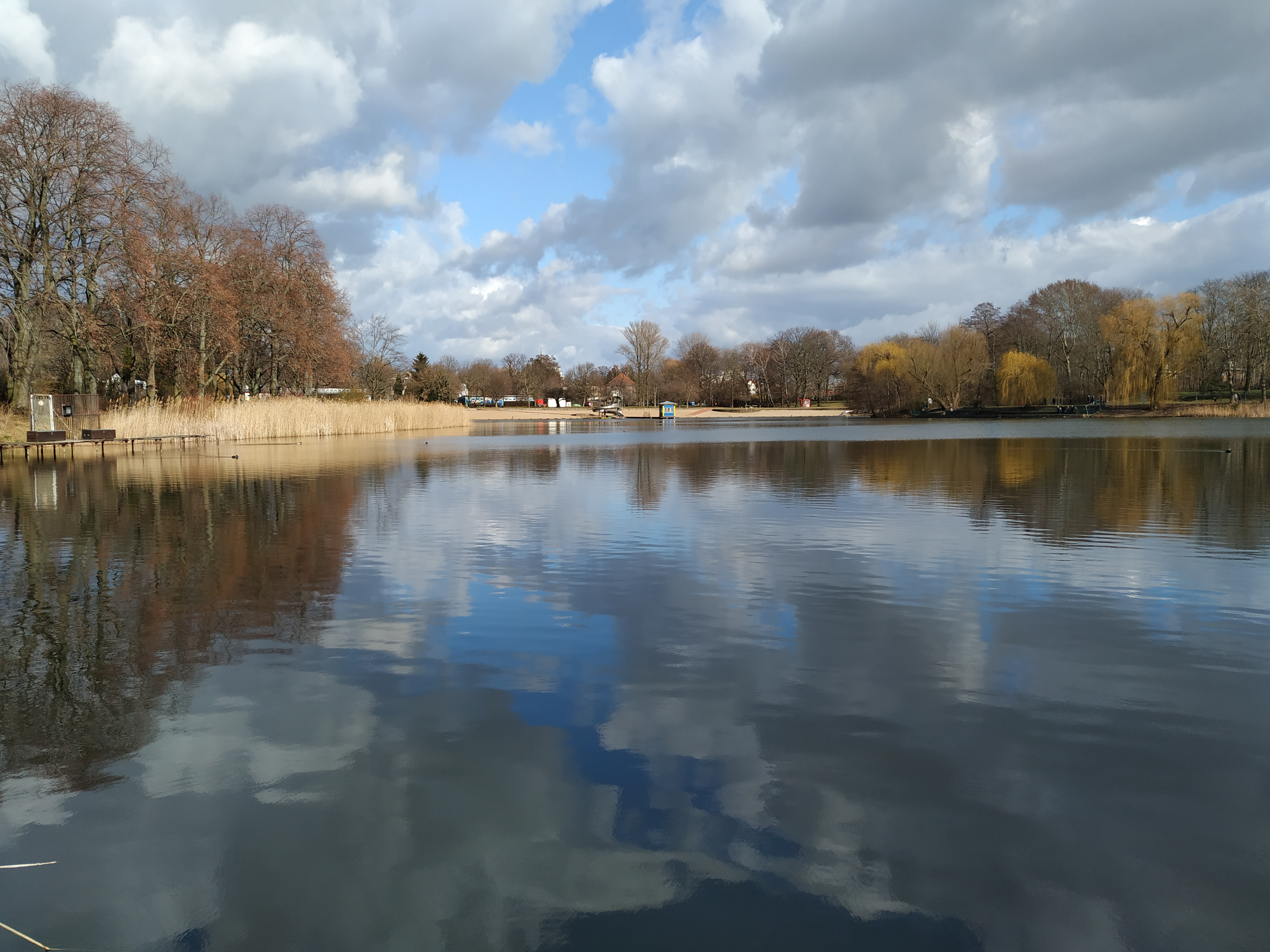

奧蘭克湖（德語：Orankesee），是德國的湖泊，位於首都柏林，長6.7公里、寬2.6公里，面積0.04平方公里，海拔高度940米，平均水深3米，最大水深7米，水體容量10.6萬立方米，湖岸線長度0.9公里。